# Neftçala
Neftçala – miasto w południowym Azerbejdżanie, stolica rejonu Neftçala. W 2022 populacja wyniosła 22,1 tys.